# Aarônio
Aarônio (em grego: Ἀαρώνιος; romaniz.: Aaronios) ou Aaron (Ἀαρών) era uma família nobre bizantina de origem búlgara descendente do imperador João Vladislau (r. 1015–1018).

## História
Depois da morte de João Vladislau em Dirráquio em 1018 e o colapso do Primeiro Império Búlgaro, a imperatriz Maria se refugiou no Império Bizantino. O imperador Basílio II (r. 976–1025) recebeu-a juntamente com seus filhos e deu-lhes altos títulos cortesões, além de empregos na burocracia bizantina. Os dois membros mais velho da família, Presiano II e Alusiano, continuavam envolvidos com a resistência. Presiano se viu implicado num complô contra o imperador Romano III Argiro (r. 1028–1033) por volta de 1029 e Alusiano se envolveu diretamente na Revolta de Pedro Deliano em 1041-1042. Sua filha se casou depois com Romano Diógenes.
O terceiro filho mais velho, Aarão, serviu como um general de alta patente e como governador de importantes províncias do império na fronteira oriental nas décadas de 1040 e 1050. Estritamente falando, a linhagem dos Aarônios descende dele. O filho dele, Teodoro, foi morto em combate na armênia lutando contra os turcos seljúcidas em 1055-1056.
Uma filha de seu quarto filho, Trajano, Maria, tornou-se parte do clã dos Comnenos ao se casar com Andrônico Ducas, com quem teve João Ducas e Irene Ducena, a esposa de Aleixo I Comneno. A tia de Maria, Catarina, casou-se com o imperador Isaac I Comneno (r. 1057–1058). A família caiu na obscuridade no século XII, mas membros sobreviventes ainda aparecem nas fontes até o final do século XIV, já em cargos muito menos importantes.